# Заворотний, Николай Кириллович
Николай Кириллович Заворотний (укр. Микола Кирилович Заворотний; 7 декабря 1912, Мохнатин, Черниговская губерния — 5 декабря 1987, Черкассы) — советский футболист (нападающий), заслуженный тренер УССР по футболу. Отличник физической культуры (1954).

## Игровая карьера
Начинал играть в футбол в г. Киев с 1927 года за команды «Водник» и «Желдор», которые в то время считались лучшими как в городе, так и на Украине и были основой сборной Киева в чемпионатах Украины и СССР.
В довоенное время играл за команды Харькова, Волгограда, Минска, Иваново.
Закончил Киевский техникум физической культуры (1933—1937), 4 курса исторического факультета Киевского университета им. Т. Г. Шевченко (1938—1941). Участник Великой Отечественной войны 1941—1945 гг.

## Тренерская карьера
В послевоенное время был одновременно игроком и тренером херсонского «Спартака», тренером кировоградского «Торпедо» (с которым в 1953 году выиграл кубок УССР), ровенского «Авангарда», вторым тренером винницкого «Локомотива» (1959). В 1960 г. был назначен старшим тренером «Колхозника» — черкасской команды мастеров класса «Б». Он пришёл на смену Абраму Лерману, который был приглашен этого же года управлять только что созданным киевским «Арсеналом».
Впоследствии Николая Заворотного приглашали и в другие украинские команды мастеров — «Горняк», «Авангард» (Жёлтые Воды), «Прометей». Несколько раз он возвращался и вновь возглавлял черкасскую команду. Так, в сезонах 1969—1971 гг, а в сезоне 1973 ассистировал заслуженному мастеру спорта бывшему известному левому крайнему нападающему киевского «Динамо» Виталию Хмельницкому. Тогда черкасский «Гранит» выиграл финальный турнир с участием 6 лучших команд коллективов физической культуры Украины и вновь завоевал право представлять Черкассы среди команд мастеров II лиги.
Звание Заслуженный тренер УССР получил за успешное выступление команды «Авангард» (Жёлтые Воды), которая стала чемпионом Украины среди команд мастеров класса «Б» и завоевала право выступать в классе «А» всесоюзного чемпионата (II группа) в 1966 г..
Считался сильным тренером-психологом, из посредственных игроков воспитывал сильных личностей, которые пользовались спросом во многих командах и в дальнейшем, пройдя его тренерскую школу, сами становились тренерами. Таких игроков было много, среди них Евгений Кучеревский, выдающийся тренер днепропетровского «Днепра», который в своё время играл в команде «Авангард» (Жёлтые Воды) под руководством Николая Заворотного.

## Турнир Заворотного
Турнир его памяти проводится с 1987 г., который организовала областная федерация футбола.
В этом турнире участвуют лучшие футбольные коллективы области, а также приглашаются команды из других областей Украины, России.